# Genaro Magsaysay

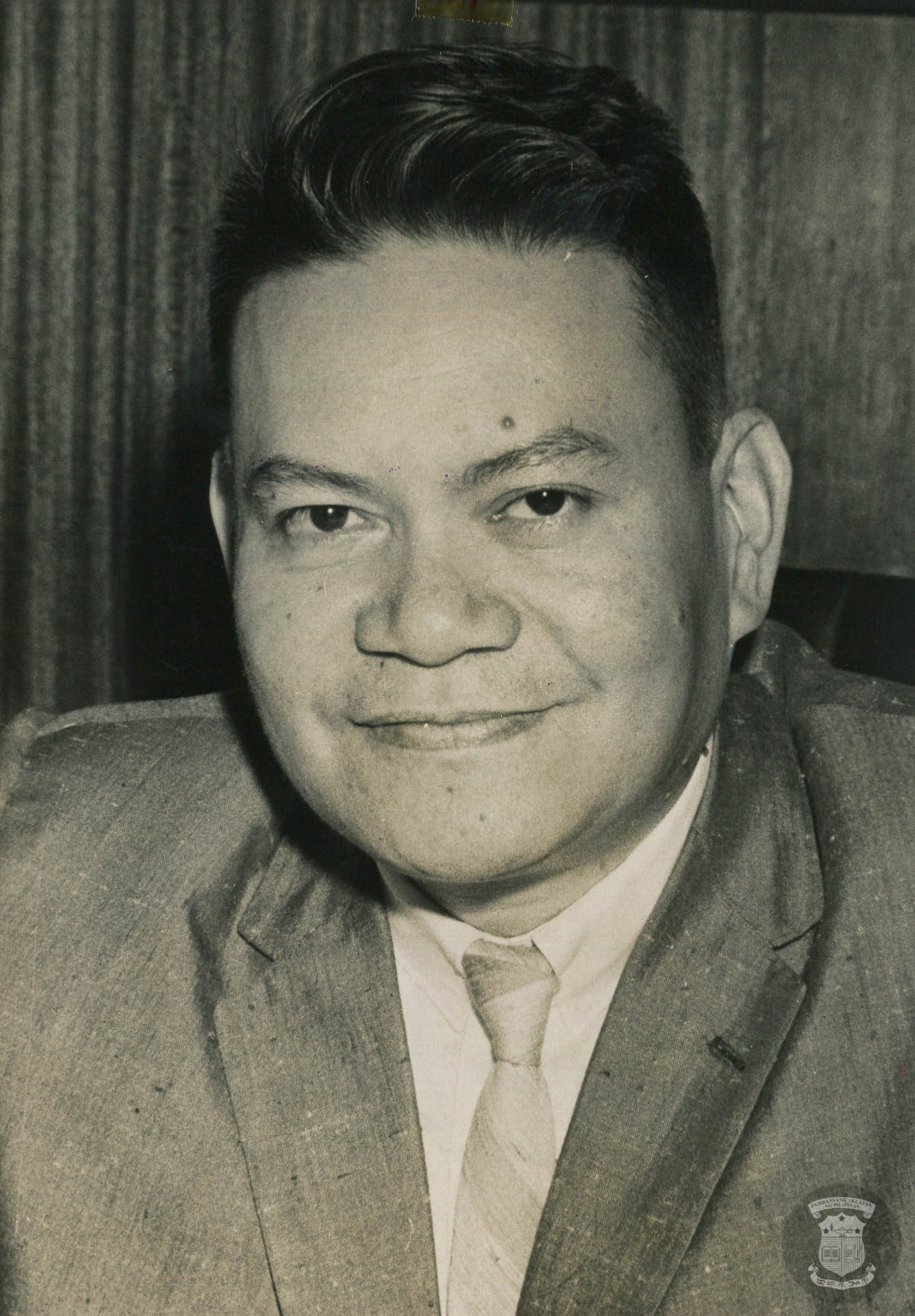
Genaro Magsaysay

Genaro F. Magsaysay (Castillejos, 19 september 1924 - 25 december 1978) was een Filipijns politicus.

## Biografie
Genaro Magsaysay werd geboren op 19 september 1924 in Castillejos in de Filipijnse provincie Zambales. Zijn ouders waren Perfecta del Fierro en Exequiel Magsaysay. Hij is een jongere broer van voormalig president Ramon Magsaysay. Genaro Magsaysay behaalde een bachelor-diploma rechten aan de Ateneo de Manila. Na het behalen van zijn toelatingsexamen voor de Filipijnse balie (bar exam) werd hij advocaat.
In 1957 won Magsaysay bij de verkiezingen 1957 een zetel in het Filipijns Huis van Afgevaardigden namens het kiesdistrict van Zambales. Bij de verkiezingen van 1959 deed hij mee aan de senaatsverkiezingen. Hij eindigde op de 2e plek en behaalde daarmee een zetel in de Filipijnse Senaat. In 1965 en in 1971 werd hij herkozen. Tussendoor deed hij bij de verkiezingen van 1969 een gooi naar het vicepresidentschap. Deze verkiezingen verloor hij echter van Fernando Lopez. In zijn periode als senator was hij verantwoordelijk voor diverse wetten, waaronder de wet die van het PACD een agentschap op het niveau van een ministerie maakte en de wet die een onkostenvergoeding voor barangaybestuurders regelde. Ook vertegenwoordigde hij de Filipijnen bij de 50e interparlementaire conferentie in Brussel en was hij bovendien een van de vicepresidenten van deze conferentie. Magsaysay's derde termijn als senator eindigde vroegtijdig toen de Filipijnse Senaat in 1973 ophield te bestaan nadat president Ferdinand Marcos in september 1972 de staat van beleg had uitgeroepen.
Genaro Magsaysay overleed op eerste kerstdag 1978 op 54-jarige leeftijd. Hij was getrouwd met Adelaida “Baby” Rodriguez, een dochter van voormalig senaatspresident Eulogio Rodriguez.